# Веденин, Андрей Яковлевич
Андрей Яковлевич Веденин (27 декабря 1900, Семёновское, Алатырский уезд, Симбирская губерния — 13 июня 1984, Москва) — советский военный деятель, генерал-лейтенант (31 июля 1953).

## Биография

### Происхождение
Андрей Яковлевич Веденин родился 27 декабря 1900 года в селе Семёновское Алатырского уезда.

### Гражданская война
В июне 1919 года был призван в ряды РККА, после чего служил красноармейцем в составе 6-го стрелкового полка.
В августе 1919 года был направлен на 1-е Казанские пехотные командные курсы, по окончании которых в феврале 1920 года был назначен на должность командира взвода в составе 145-го стрелкового полка. Участвовал в боях на Восточном, Западном и Туркестанском фронтах.

### Межвоенное время
С сентября 1922 года Веденин служил в 9-м стрелковом полку (3-я стрелковая дивизия, Среднеазиатский военный округ) на должностях командира взвода, роты, батальона. В сентябре 1925 года был направлен на учёбу на повторные курсы начсостава при Объединённой военной школе имени В. И. Ленина в Ташкенте, которые окончил в сентябре 1926 года. Член ВКП(б) с 1925 года.
В 1931 году был назначен на должность хорезмского окружного военкома, в сентябре — на должность самаркандского райвоенкома, в апреле 1934 года — на должность военкома Киргизской ССР, в марте 1937 года — на должность вяземского райвоенкома, а в декабре 1938 года — на должность начальника Центральной школы командно-политического состава Центрального совета Осоавиахима СССР.
В 1940 году был направлен на учёбу на курс командиров полков при Высших стрелково-тактических курсах «Выстрел», по окончании которого в июне того же года был назначен на должность начальника отдела Центрального совета Осоавиахима СССР, в мае 1941 года — на должность начальника отдела кавалерийской подготовки УВО Центрального совета Осоавиахима, а в июне 1941 года — на должность начальника отдела военного обучения Московского областного совета Осоавиахима.

### Великая Отечественная война
В августе 1941 года Веденин был назначен на должность командира 999-го стрелкового полка, а в январе 1942 года — на должность командира 118-й стрелковой дивизии, участвовавшей в Ржевско-Вяземской и Ржевско-Сычёвской операциях. За отличие в боях в апреле 1943 года 118-я стрелковая дивизия была преобразована в 85-ю гвардейскую.
С августа 1943 года Веденин временно командовал 71-м стрелковым корпусом, который участвовал в ходе Смоленской наступательной операции и при освобождении городов Ярцево и Смоленск, за что был награждён орденом Суворова 2-й степени. Генерал-майор (1.09.1943).
В мае 1944 года был назначен на должность командира 3-го горнострелкового корпуса, который принимал участие в Восточно-Карпатской, Западно-Карпатской, Моравско-Остравской и Пражской операциях. Корпусу, отличившемуся в боях при преодолении Карпат, было присвоено почетное наименование «Карпатский», а генерал-майор Веденин был награждён орденом Богдана Хмельницкого 1 степени.
Шесть раз упомянут в приказах Верховного Главнокомандующего Вооружёнными Силами СССР.

### Послевоенная карьера
В мае 1946 года Веденин был направлен на высшие академические курсы при Высшей военной академии имени К. Е. Ворошилова, по окончании которых в апреле 1947 года был назначен на должность командир 57-й гвардейской стрелковой дивизии, в мае 1949 года — на должность командира 28-го гвардейского, в ноябре 1951 года — на должность командира 27-го гвардейского стрелковых корпусов. В сентябре 1953 года после ареста Л. П. Берия и смены руководства органов внутренних дел был направлен  на должность коменданта Московского Кремля — начальника 10-го Управления МВД СССР. После создания КГБ СССР в марте 1954 года 10-е управление было передано из МВД в КГБ. После реорганизации органов госбезопасности, с июля 1959 года — комендант Московского Кремля – заместитель начальника 9-го управления КГБ при Совете министров СССР.
Генерал-лейтенант Андрей Яковлевич Веденин в августе 1967 года вышел в отставку. Умер 13 июня 1984 года в Москве.

## Награды
- Два ордена Ленина (30.01.1943, 21.02.1945);
- Три ордена Красного Знамени (13.03.1942, 3.11.1944, 15.11.1950);
- Орден Богдана Хмельницкого I степени (23.05.1945);
- Орден Суворова II степени (28.09.1943);
- Орден Кутузова II степени (9.04.1943);
- Орден Трудового Красного Знамени (21.12.1960);
- Медали;
- орден Белого Льва 2-й степени (Чехословакия);
- Знак «Почётный сотрудник госбезопасности»;
- Знак «50 лет пребывания в КПСС» (27.04.1982).

## Сочинения
- Веденин А. Я. Годы и люди : Воспоминания / лит. запись Н. Д. Бочина. — М.: Политиздат, 1964. — 207 с.
- Веденин А. Я. Начало освобождения Чехословакии // Военно-исторический журнал. — 1963. — Июнь (№ 6). — С. 55—63. — ISSN 0321-0626.

## Память
- Улица Генерала Веденина (Шахунья, Нижегородская область)